# Chamaemyia submontana
Chamaemyia submontana är en tvåvingeart som beskrevs av Beschovski 1994. Chamaemyia submontana ingår i släktet Chamaemyia och familjen markflugor.
Artens utbredningsområde är Bulgarien. Inga underarter finns listade i Catalogue of Life.